# Harrar Beer Botling FC
El Harrar Beer Bottling FC es un equipo de fútbol de Etiopía que juega en la Liga etíope de fútbol, la liga de fútbol más importante del país.

## Historia
Fue fundado en la ciudad de Harari y su nombre se debe al principal patrocinador y dueño del mismo, la Harar Brewery, empresa dedicada a la producción de cerveza. Nunca ha sido campeón de liga en su historia y su único título hasta el momento ha sido la Copa etíope de fútbol en el año 2007.
A nivel internacional ha participado en 1 torneo continental, en la Copa Confederación de la CAF del año 2008, donde fue eliminado en la Ronda Preliminar por el Rayon Sport de Ruanda.

## Palmarés
- Copa etíope de fútbol: 1

2007

## Participación en competiciones de la CAF
| Temporada | Torneo                       | Ronda      | Club           | Casa | Visita | Global      |
| --------- | ---------------------------- | ---------- | -------------- | ---- | ------ | ----------- |
| 2008      | Copa Confederación de la CAF | Preliminar | Rayon Sport FC | 2-0  | 0-2    | 2-2 (3-5 p) |